# Campeonato Sergipano de Futebol de 1962
O Campeonato Sergipano de Futebol de 1962 foi a 39º edição da divisão principal do campeonato estadual de Sergipe. O campeão foi o Confiança que conquistou seu 3º título na história da competição.

## Premiação
| Campeonato Sergipano de 1962  |
| Aracaju                       |
| ----------------------------- |
| Confiança Campeão (3º título) |